# Exechia spinadhalae
Exechia spinadhalae är en tvåvingeart som beskrevs av Chandler 2000. Exechia spinadhalae ingår i släktet Exechia och familjen svampmyggor. Inga underarter finns listade i Catalogue of Life.